# Malacanthura sanidoda
Malacanthura sanidoda là một loài chân đều trong họ Anthuridae. Loài này được Bamber miêu tả khoa học năm 2000.